# Bitwa pod Limanową
Bitwa pod Limanową została stoczona podczas I wojny światowej w dniach 2–12 grudnia 1914 pomiędzy wojskami austro-węgierskimi a rosyjskimi. Zakończona strategicznym zwycięstwem wojsk austro-węgierskich.

## Sytuacja przed bitwą
Po przegranej bitwie galicyjskiej i zakończonej niepowodzeniem kontrofensywie w październiku, wojska austro-węgierskie znalazły się w odwrocie. Rosjanie nacierali na zachód po obu stronach Wisły, zamierzając wziąć w kleszcze Twierdzę Kraków, jednak Austriacy zaatakowali na północ od Krakowa i w dniach 16–25 listopada 1914 roku przy ogromnych stratach zdołali zatrzymać impet rosyjskiego natarcia. Nadal jednak front austriacki w Galicji zagrożony był przełamaniem na południe od Krakowa. Oddziały rosyjskiej 3 Armii gen. Dimitriewa parły od strony Tarnowa na zachód, natomiast 8 Armia gen. Brusiłowa nacierała w stronę Karpat, zajmując Nowy Sącz i mając za przeciwnika austriacką 3 Armię gen. Svetozara Boroevicia. Generał Dimitriew, wobec niepowodzenia operacji rosyjskich na północnym brzegu Wisły, przygotowywał się do przełamania fortyfikacji Krakowa.
Dowództwo austriackie miało dość dobre rozeznanie w tych zamiarach, w dużej mierze dzięki skutecznemu rozpoznaniu lotniczemu, które zaalarmowało o posuwaniu się oddziałów rosyjskiej 3 Armii w kierunku Wieliczki i Krakowa. Szef austriackiego sztabu generalnego, Franz Conrad von Hötzendorf, postanowił zapobiec temu i zaatakować nacierające oddziały nieprzyjaciela z flanki.

## Przebieg walk
Uprzedzając uderzenie, wojska austro-węgierskie zaatakowały w dniu 2 grudnia 1914 roku na południe od Krakowa, rozpoczynając tzw. operację limanowsko-łapanowską. W natarciu wzięły udział m.in. jednostki austro-węgierskiej 4 Armii, przerzuconej koleją z północnego brzegu Wisły. W składzie atakujących oddziałów walczyły również jednostki niemieckie (47 dywizja) oraz polskie legiony.
Równocześnie z uderzeniem austriackiego ugrupowania, jednostki 3 Armii rosyjskiej przystąpiły do ataku na zewnętrzną linię umocnień Krakowa. Zostały jednak zatrzymane już na pierścieniu wysuniętych pozycji polowych, nie dochodząc do fortów twierdzy, a następnie odparte przez kontruderzenie obrońców, przy walnym udziale artylerii fortecznej.
Natomiast natarcie austriackie, prowadzone przez zgrupowanie gen. Josefa von Rotha wzdłuż dolin Raby, Stradomki i Łososiny początkowo rozwijało się pomyślnie, ale już drugiego dnia bitwy zostało zahamowane w ciężkich walkach na przedpolach Łapanowa i Rajbrotu. Obrona rosyjska na tym odcinku została przełamana dopiero 7 grudnia, zaś nawet wtedy linia frontu przesunęła się zaledwie o kilka kilometrów.
Na południe od Rajbrotu front austriacki, przebiegający dotąd od Krakowa w kierunku z północnego zachodu na południowy wschód, gwałtownie zakręcał ku południu. Na ten właśnie, zwrócony na wschód odcinek austriackiego frontu uderzył w dniu 6 grudnia znad Dunajca w stronę Limanowej VIII korpus rosyjski, użyczony przez walczącą w Karpatach 8 Armię. Kontruderzenie Rosjan doprowadziło do groźnej dla Austriaków sytuacji, w której ich nacierające na linii Wieliczka – Rajbrot oddziały były od prawej flanki osłaniane przez słabe, drugorzędne zazwyczaj formacje Landwehry i gorzej przystosowane do walki w górskim terenie jednostki spieszonej kawalerii. Rozwinęła się zatem sytuacja, w której każda z walczących stron usiłowała przełamać prawe skrzydło przeciwnika – Austriacy w kierunku na Bochnię, Rosjanie zaś ku Limanowej i Mszanie Dolnej. Obie strony ściągały w rejon walk posiłki, dążąc do rozstrzygnięcia, a Rosjanom udało się nawet odzyskać część utraconego terenu.
Rozstrzygnięcie przyszło jednak z zupełnie innego kierunku – broniąca dotąd linii Karpat na wschód od terenu bitwy 3 Armia austro-węgierska przeszła w dniu 7 grudnia do ofensywy. Działania rozwijały się powoli, jednakże po kilku dniach przekroczono przełęcze w Beskidzie Niskim – uderzenie zaczęło się rozwijać w kierunku Nowego Żmigrodu i Dukli, a 11 grudnia jednostki armii Boroevicia dotarły na przedpola Nowego Sącza. Armii rosyjskiej zaczęło grozić odcięcie linii komunikacyjnych.
Bitwa była zatem właściwie rozstrzygnięta, gdy rozgorzały walki o wzgórze Jabłoniec koło Limanowej, w dniu 11 grudnia zdobyte i utrzymane przez węgierskich spieszonych huzarów pod dowództwem płk. Othmara Muhra, który poległ w tym starciu. Moment ten uchodzi niekiedy za przesilenie całej operacji, chociaż w momencie, kiedy jednostki VIII korpusu rosyjskiego usiłowały odzyskać Jabłoniec, rozpoczynał się już odwrót obu rosyjskich armii za Dunajec, wymuszony przez postępy 3 Armii w Karpatach.

## Znaczenie bitwy
O ile bitwa pod Krakowem odciążyła austro-węgierski front w Galicji jedynie chwilowo, o tyle bitwa pod Limanową doprowadziła do zatrzymania rosyjskiego naporu w kierunku zachodnim i utraty (co prawda chwilowej) przez armię rosyjską inicjatywy strategicznej. Dla Austro-Węgier oznaczała również ocalenie przed katastrofą, jaką byłoby okrążenie i obejście przez Rosjan Twierdzy Kraków. Jej znaczenie jest zatem porównywalne z rezultatem, jaki przyniosła zaledwie dwa miesiące wcześniej I bitwa nad Marną na froncie zachodnim. Oprócz odwrotu 3 Armii Radko Dimitriewa, Rosjanie byli zmuszeni cofnąć swoją linię frontu również na północnym brzegu Wisły. Siłom austro-węgierskim udało się odzyskać część utraconych w Galicji terenów, co było tym cenniejsze, iż zwycięstwo odniosły armie wyczerpane kilkumiesięcznymi, zwykle niekorzystnymi dla nich walkami, w warunkach późnej jesieni, częściowo w górskim terenie i to prowadząc zaczepne operacje przeciwko silniejszemu przeciwnikowi.
Warto jednocześnie podkreślić, że pomimo katastrofalnych strat w czasie kilku miesięcy zaciekłych walk, poprzedzających bitwę pod Limanową, armia austro-węgierska odniosła ten sukces właściwie samodzielnie, przy niewielkim wsparciu niemieckiego sojusznika, co przeczy tezom o jej niewielkiej wartości bojowej w tym okresie wojny.
Po bitwie limanowskiej ciężar walk przeniósł się w Karpaty. Od tego momentu aż do przełamania pod Gorlicami punktem ciężkości frontu galicyjskiego stał się oblężony Przemyśl, który siły austro-węgierskie starały się odblokować.